# Tandy Video Information System
Das Tandy Video Information System (auch bekannt als Memorex VIS oder Memorex MD 2500 Visual Information System) ist ein 1992 in den USA auf den Markt gekommenes Multimedia-System, welches auch als Spielkonsole diente.

## Beschreibung
Das System erschien im Sommer 1992 ausschließlich in den USA und war am ehesten mit dem CD-i von Philips bzw. Magnavox zu vergleichen. Das Betriebssystem basierte im Kernel auf Microsoft Windows 3.1. Spiele waren zum PC und umgekehrt nicht kompatibel. Verkauft wurde das Gerät ausschließlich in den Geschäften von RadioShack was neben der geringen Auswahl an Software und den hohen Preis (699 US-Dollar, später 399 US-Dollar) eher abträglich für den Erfolg war. Somit verschwand das Memorex VIS wieder vom Markt.

## Technische Daten
Weitere Daten:
- RAM: 512 KB
- Sound: Stereo, 16 MHz, Kopfhörer und Mikrofon anschließbar
- Speicher: 1 MB ROM, erweiterbar via Speicherkarte
- AV: Koaxialkabel, Composite Video, S-Video
- weitere Anschlüsse: Maus, Tastatur, Kanalwechsler (bei Ausgabe via RF), RF-Ausgang, Erweiterungsanschluss für Memory Card
- Laufwerk: CD-ROM (1×), Audio-CD, CD+G
- Controller: 4× (kabellos)[2]

## Spiele
Insgesamt erschienen ca. 70 Spiele, darunter aber nur eine Handvoll „echter“ Videospiele. Einer der bekanntesten Titel dürfte Links: The Challenge of Golf sein. Ein weiteres bekannte Spiel war Sherlock Holmes: Consulting Detective (Vol 1+2). Geplant waren Lemmings, Eco Quest, Loom und King’s Quest V: Absence Makes the Heart Go Yonder!.
Im Lieferumfang waren Compton's Multimedia Encyclopedia und Webster's Intermediate Dictionary enthalten.